# Patrioti (Američka revolucija)
Patrioti su bili britanski kolonijalisti u Sj. Americi koji su se pobunili protiv britanske vlasti tijekom Američkog rata za neovisnost i napravili samostalnu i nezavisnu državu Ujedinjene Američke Države ili na engleskom United States of America.
Pobuna se zasnivala na ideologiji republikanizma koji su pogotovo isticali Thomas Jefferson, Alexandar Hamilton i Thomas Paine.
Patrioti kao skupina su obuhvaćali muškarce i žene iz svih socijalnih skupina. Na primjer studente na fakultetu kao Alexandar Hamilton, zapovjednike Plantaža kao npr. Thomas Jefferson, i farmere kao Daniel Shays. Njihovi suparnici su bili Lojalisti amerikanci koji su ostali vjerni britanskoj kruni. 
Djelovanje patriota prije 1775. bilo je očitovano u skupini kao što je Sons of Liberty ili u prijevodu sinovi slobode. Najistaknutiji vojni zapovjednici patriota su bili George Washington,   Nathanael Green, Francis Marion.